# Notolopha cristata
Notolopha cristata är en tvåvingeart som först beskrevs av Rasmus Carl Staeger 1840.  Notolopha cristata ingår i släktet Notolopha, och familjen svampmyggor. Arten är reproducerande i Sverige.